# Pleurat I
Pleurat I (en grec antic Πλεύρατος, Pléuratos) va ser un rei il·liri que va governar la tribu dels taulantis a la meitat del segle iv aC. Va regnar entre els anys 356 aC i 335 aC. Era pare de Glàucies. Es va enfrontar a Filip II de Macedònia l'any 344 aC en una batalla ferotge que va perdre, encara que Filip resultar ferit mentre el perseguia.
L'any 344 aC, Filip II va continuar la guerra que el seu pare havia iniciat amb els il·liris perquè no va trobar cap possibilitat de conciliació. El rei macedoni va envair l'estat dels taulantis amb un gran exèrcit, va devastar el territori, va sotmetre moltes ciutats i pobles i va tornar a Macedònia carregat de botí. Després de què Filip vencés els grabeis, Pleurat, va intentar detenir els avenços de l'enemic a Il·líria i va aconseguir ferir a cent cinquanta soldats d'elit i a Hipòstrat, fill d'Amintes, que estava perseguint Pleurat. El mateix Filip va ser ferit i va perdre alguns membres de la guàrdia personal, (els hetairoi), i es va limitar a prendre possessió de Dassarètia. Més tard va arribar a diversos acords amb Pleurat I.
Després d'aquest conflicte, el territori de la tribu dels taulantis que governava Pleurat va quedar limitat a les terres que discorrien al llarg de l'Adriàtic. Va seguir lluitant contra el regne de Macedònia fins al 335 aC quan va morir. Llavors Glàucies i Clit es van rebel·lar contra Alexandre el Gran. Clit el va succeir en el tron. En parlen Diodor de Sicília i Poliè.